# Vår Frelsers Gravlund

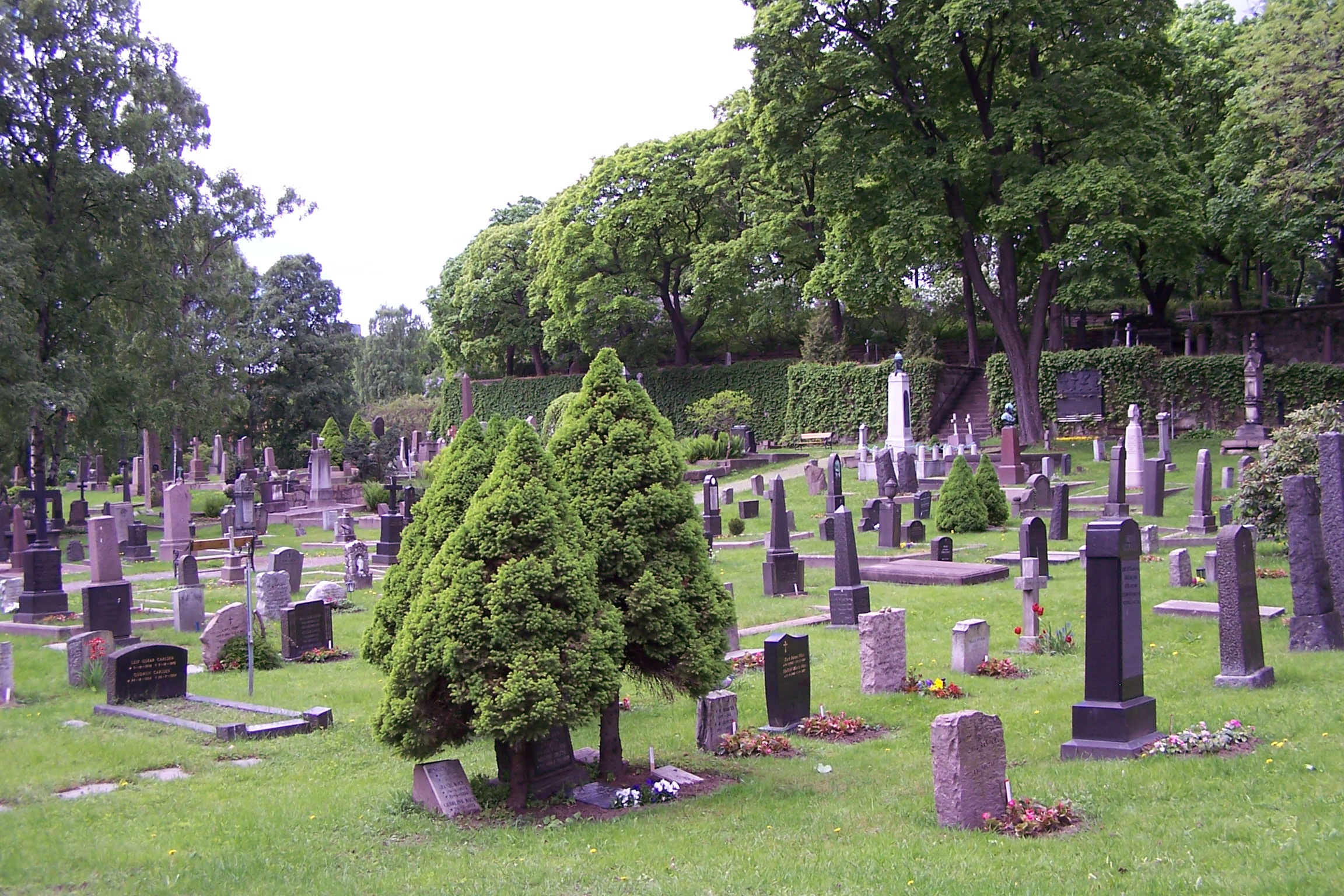
Gräber im Südteil des Friedhofs

Vår Frelsers Gravlund (Friedhofshain Unser Heiland) ist ein Friedhof im Zentrum von Oslo, Norwegen. Er wurde 1808 angelegt, nachdem infolge der Napoleonischen Kriege eine große Hungersnot herrschte und außerdem eine Cholera-Epidemie ausgebrochen war. Bereits im 19. Jahrhundert wurde Vår Frelsers Gravlund der Friedhof für das Großbürgertum der Stadt. 1952 wurde der Friedhof geschlossen. Der Friedhof versammelt die Gräber vieler prominenter Persönlichkeiten der jüngeren norwegischen Geschichte. Ein Teil des Friedhofes wird Æreslunden (Ehrenhain) genannt.

## Ehrenhain

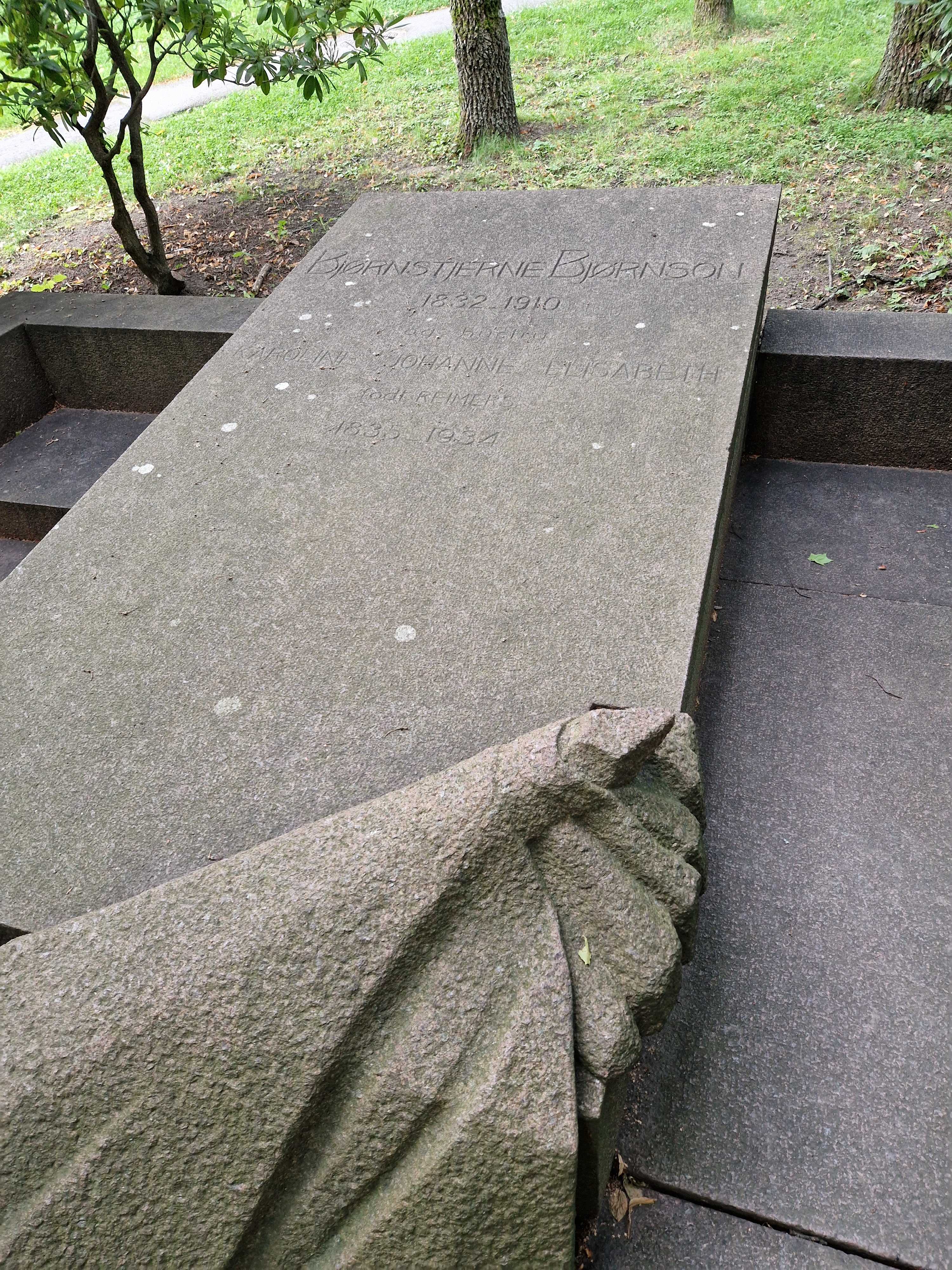
Bjørnstjerne Bjørnsons Grab

- Bjørnstjerne Bjørnson (1832–1910), Dichter
- Karoline Bjørnson, Ehefrau von Bjørnstjerne Bjørnson
- Bjørn Bjørnson (1859–1942), Schauspieler
- Olaf Bull (1883–1933), Dichter
- Niels Christian Ditleff (1881–1956), Diplomat
- Johanne Dybwad (1867–1950), Schauspielerin
- Klaus Egge (1906–1979), Komponist
- Birger Eriksen (1875–1958), Offizier
- Thomas Fearnley (1802–1842), Maler
- Hans Fredrik Gude (1825–1903), Maler
- Johan Halvorsen (1864–1935), Komponist
- Carl Joachim Hambro (1885–1964), Politiker
- Borghild Hammerich (1901–1978), Philanthropin
- Harald Viggo Hansteen (1900–1941), Rechtsanwalt, 1941 von der deutschen Besatzungsmacht ermordet
- Kirsten Hansteen (1903–1974), Politikerin
- Axel Heiberg (1848–1932), Kaufmann
- Sigurd Hoel (1890–1960), Schriftsteller
- Iver Paul Fredrik Holter (1850–1941), Komponist und Dirigent
- Henrik Ibsen (1828–1906), Schriftsteller

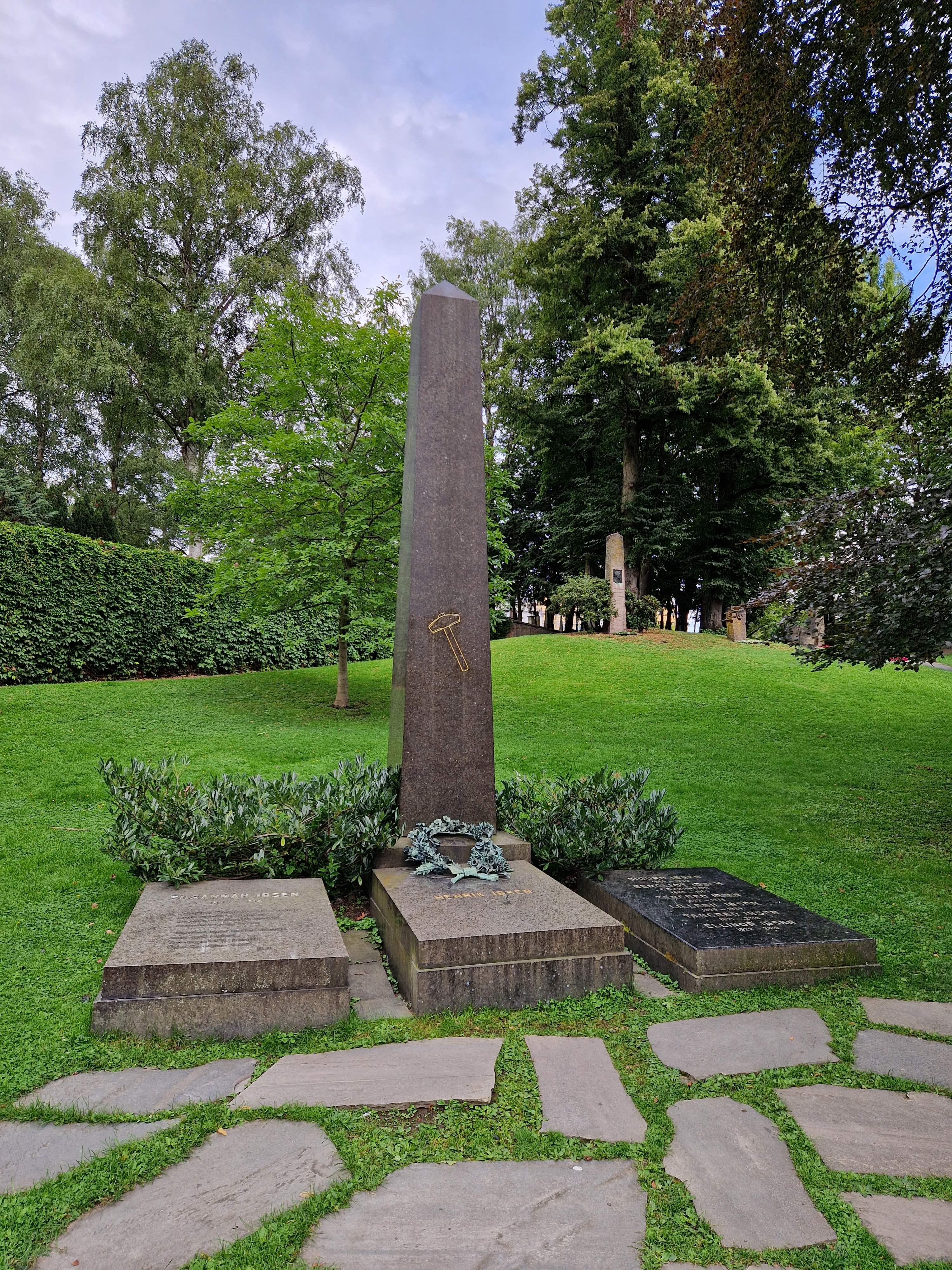
Grab Henrik Ibsen

- Suzannah Ibsen (1836–1914), Ehefrau von Henrik Ibsen
- Bergliot Ibsen, Sängerin
- Tancred Ibsen, Filmregisseur
- Lillebil Ibsen (1899–1989), Schauspielerin
- Ludvig Paul Irgens Jensen, Komponist
- Christian Krohg (1852–1925), Maler und Schriftsteller
- Oda Krohg (1860–1935), Malerin
- Thorvald Lammers (1841–1922), Komponist, Sänger und Dirigent
- Jørgen Gunnarsson Løvland, Politiker
- Edvard Munch (1863–1944), Maler
- Rikard Nordraak (1842–1866), Komponist der Nationalhymne Norwegens
- Kaja Andrea Karoline Eide Norena (1884–1968), Opernsängerin
- Alf Prøysen, Dichter
- Johan Severin Svendsen (1840–1911), Komponist
- Johan Sverdrup (1816–1892), Politiker
- Marcus Thrane (1817–1890), Sozialist
- Martin Tranmæl (1879–1967), Gewerkschafter
- Erik Werenskiold (1855–1938), Künstler
- Rolf Wickstrøm (1912–1941), Schweißer, 1941 von der deutschen Besatzungsmacht ermordet
- Gisken Wildenvey (1892–1985), Schriftstellerin
- Herman Wildenvey (1885–1959), Dichter
- Arnulf Øverland (1889–1968), Schriftsteller

## Westlicher Teil

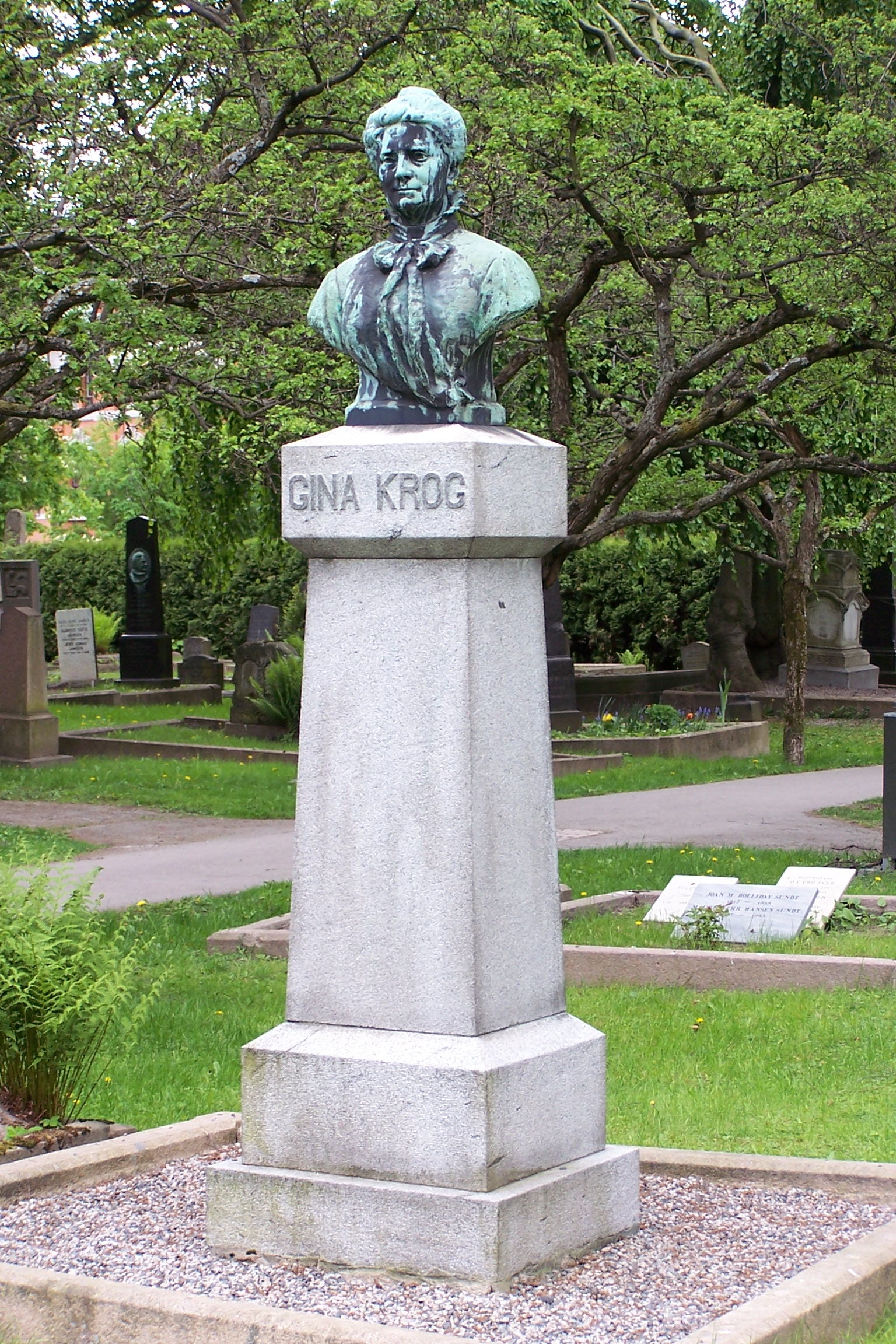
Gina Krogs Grab

- Ole Jacob Broch (1818–1889), Politiker und Wissenschaftler
- Waldemar Christofer Brøgger (1851–1940), Geologe
- Carl Christian Henrik Bernhard Dunker, Rechtsanwalt
- Olaf Wilhelm Erichsen, Journalist und Krimiautor
- Wilhelm Christian Keilhau Fabritius, Buchdrucker
- Henrik Groth (1903–1983), Verleger
- Laura Gundersen (1833–1898), Schauspielerin
- Conrad Christian Parnemann Langaard, Fabrikant
- Marius Sophus Lie (1842–1899), Mathematiker
- Thorvald Meyer, Kaufmann
- Agnes Mowinckel, Schauspielerin
- Axel Otto Normann, Theaterintendant
- Christopher Tostrup Paus (1862–1943), päpstlicher Kammerherr, Graf, Gutsbesitzer und Philanthrop
- Carl Abraham Pihl (1825–1897), Eisenbahnpionier
- Ellef Ringnes (1842–1929), Brauereibesitzer
- Johannes Vilhelm Christian Steen, Politiker
- Jan Peder Syse (1930–1997), Politiker
- Andreas Tofte, Kaufmann und Bürgermeister
- Oscar Fredrik Torp (1893–1958), Politiker
- Jacob Ulrich Holfeldt Tostrup, Hofjuwelier
- Johan Sebastian Welhaven (1807–1873), Dichter

## Südlicher Teil

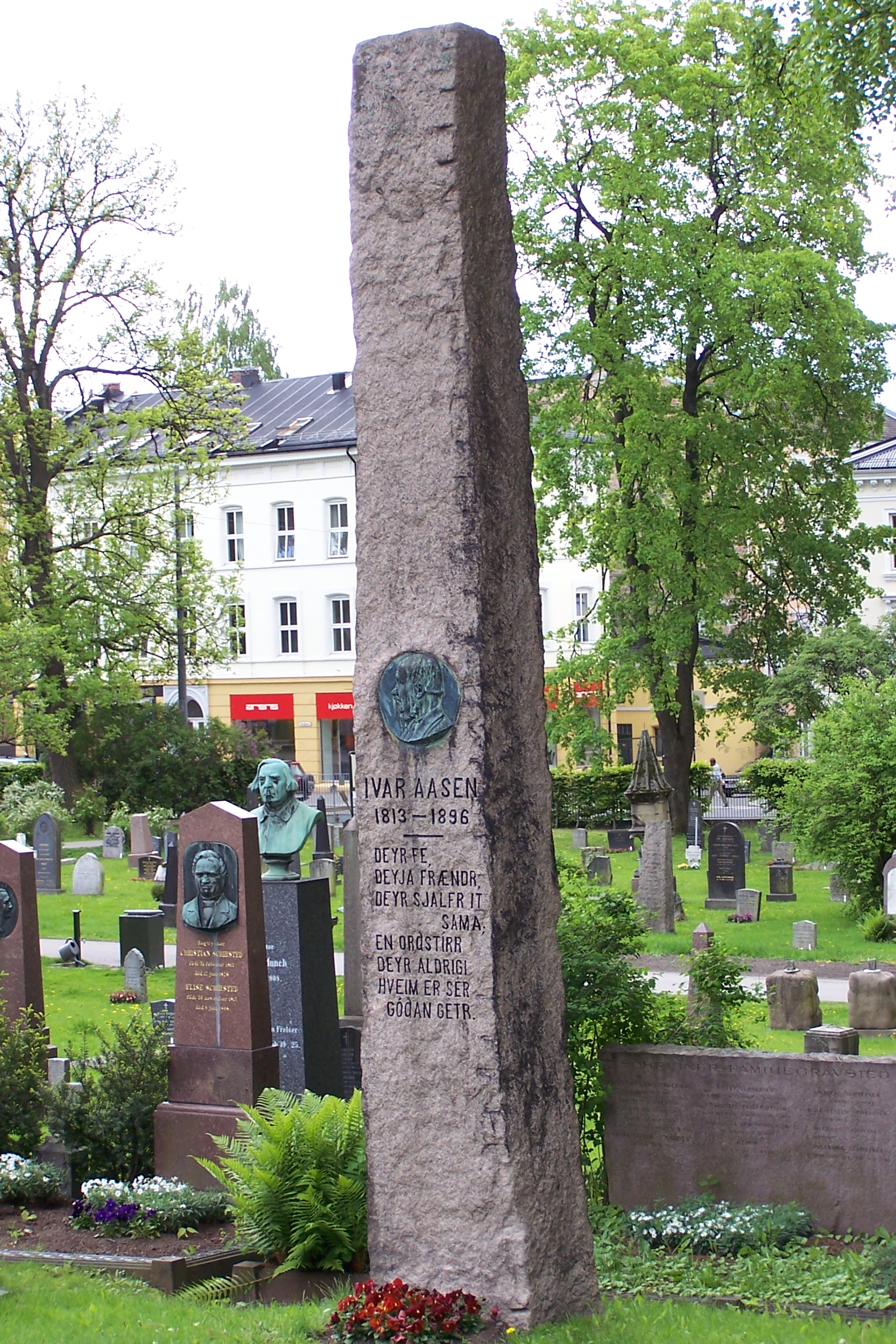
Grabstätte Ivar Aasen

- Ivar Aasen (1813–1896), Sprachforscher, Begründer des Nynorsk
- Christian Birch-Reichenwald (1814–1891), Politiker
- Henrik Anker Bjerregaard (1792–1842), Richter am obersten Gericht und Schriftsteller
- Elias Blix (1836–1902), Psalmendichter
- Ragnvald Blix (1882–1958), Karikaturist
- Matthias Numsen Blytt (1789–1862), Botaniker
- Axel Gudbrand Blytt (1843–1898), Botaniker
- Jens Kristian Meinich Bratlie, Offizier und Politiker
- Christopher Arnt Bruun, Pfarrer
- Johan Collett, Politiker
- Johan Gottfried Conradi (1820–1896), Komponist und Dirigent
- Christian Adolph Diriks, Amtsrichter
- Fritz Heinrich Frølich, Kaufmann
- Christian Henrik Grosch, Architekt
- Aasta Hansteen (1824–1908), Malerin, Schriftstellerin und Feministin
- Hans Abel Hielm, Redakteur
- Jonas Anton Hielm (1782–1848), Politiker
- Kristofer Marius Hægstad (1850–1927), Sprachwissenschaftler
- Gisle Christian Johnson, Theologe
- Jakob Rudolf Keyser (1803–1864), Historiker
- Halfdan Kjerulf (1815–1868), Komponist
- Gina Krog (1847–1916), Redakteurin und Feministin
- Christian Krohg, Politiker
- Per Lasson Krohg (1889–1965), Maler
- Mads Ellef Langaard, Brauereibesitzer
- Frederik Motzfeldt, Richter am obersten Gericht
- Peter Motzfeldt (1777–1854), Offizier
- Peter Andreas Munch (1810–1863), Schriftsteller und Professor
- Ole Hartvig Nissen, Schulleiter
- Christopher Frimann Omsen, Richter am Obersten Gericht
- Jens Rathke, Zoologe
- Marcus Gjøe Rosenkrantz (1762–1838), Politiker
- Johan Ernst Welhaven Sars, Historiker
- Georg Ossian Sars (1837–1927), Zoologe
- Michael Sars (1805–1869), Zoologe
- Amandus Theodor Schibsted, Zeitungsredakteur
- Christian Schibsted (1812–1878), Verleger
- Georg Sverdrup (1770–1850), Sprachwissenschaftler
- Mogens Thorsen und Ehefrau Bertha, Stifter
- Anna Lange Thulesius, Pfarrerswitwe

## Östlicher Teil

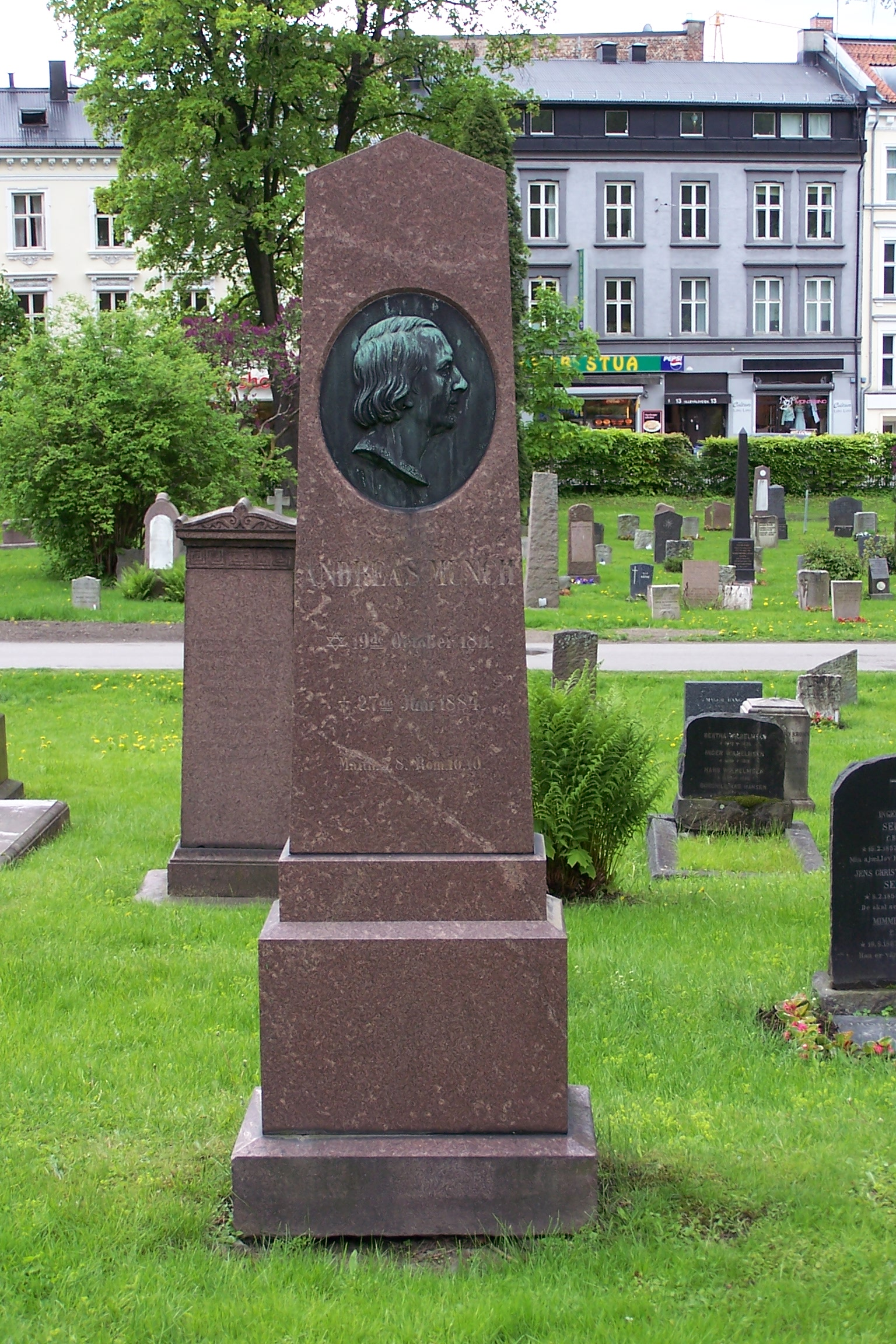
Andreas Munch

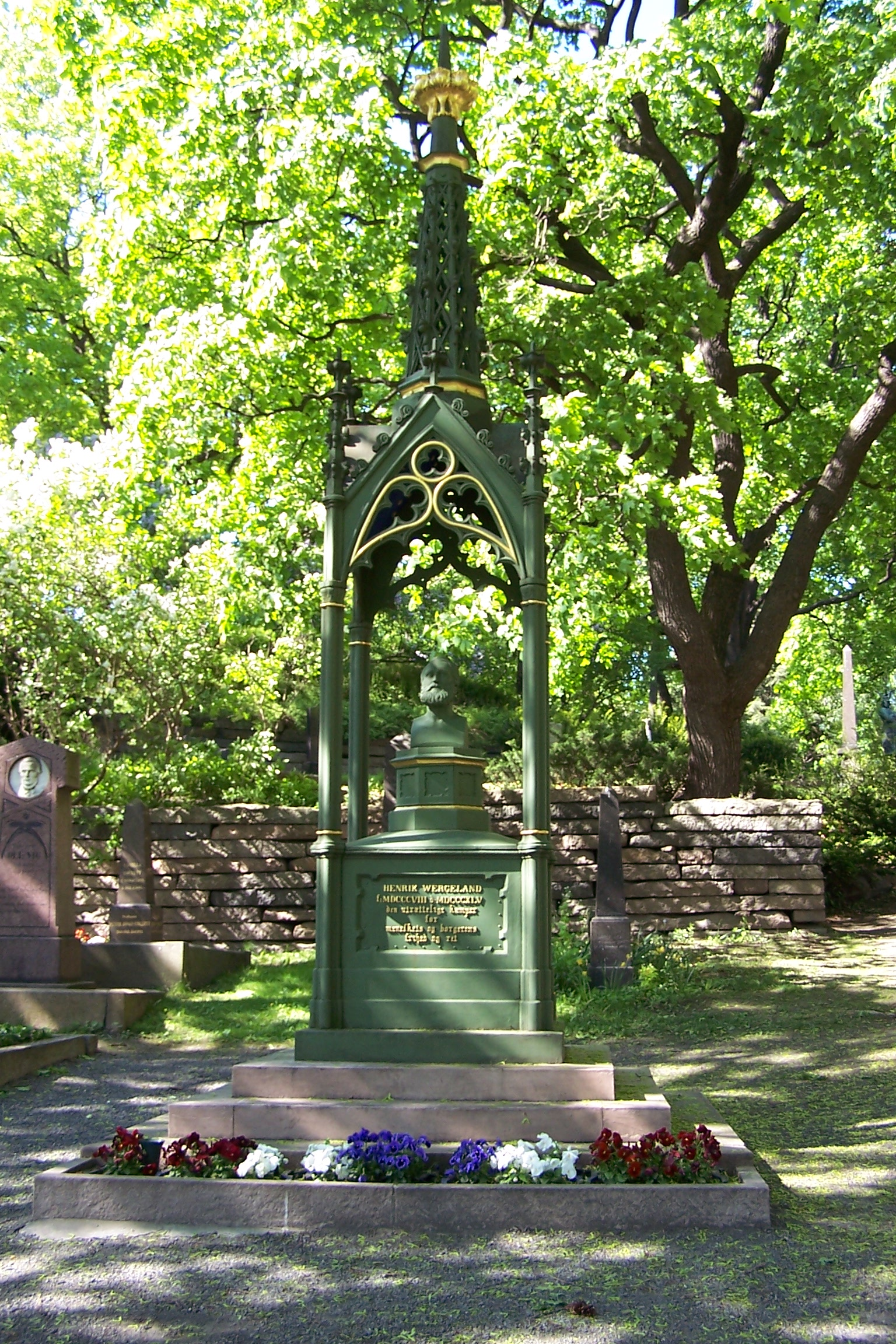
Henrik Wergelands Grab

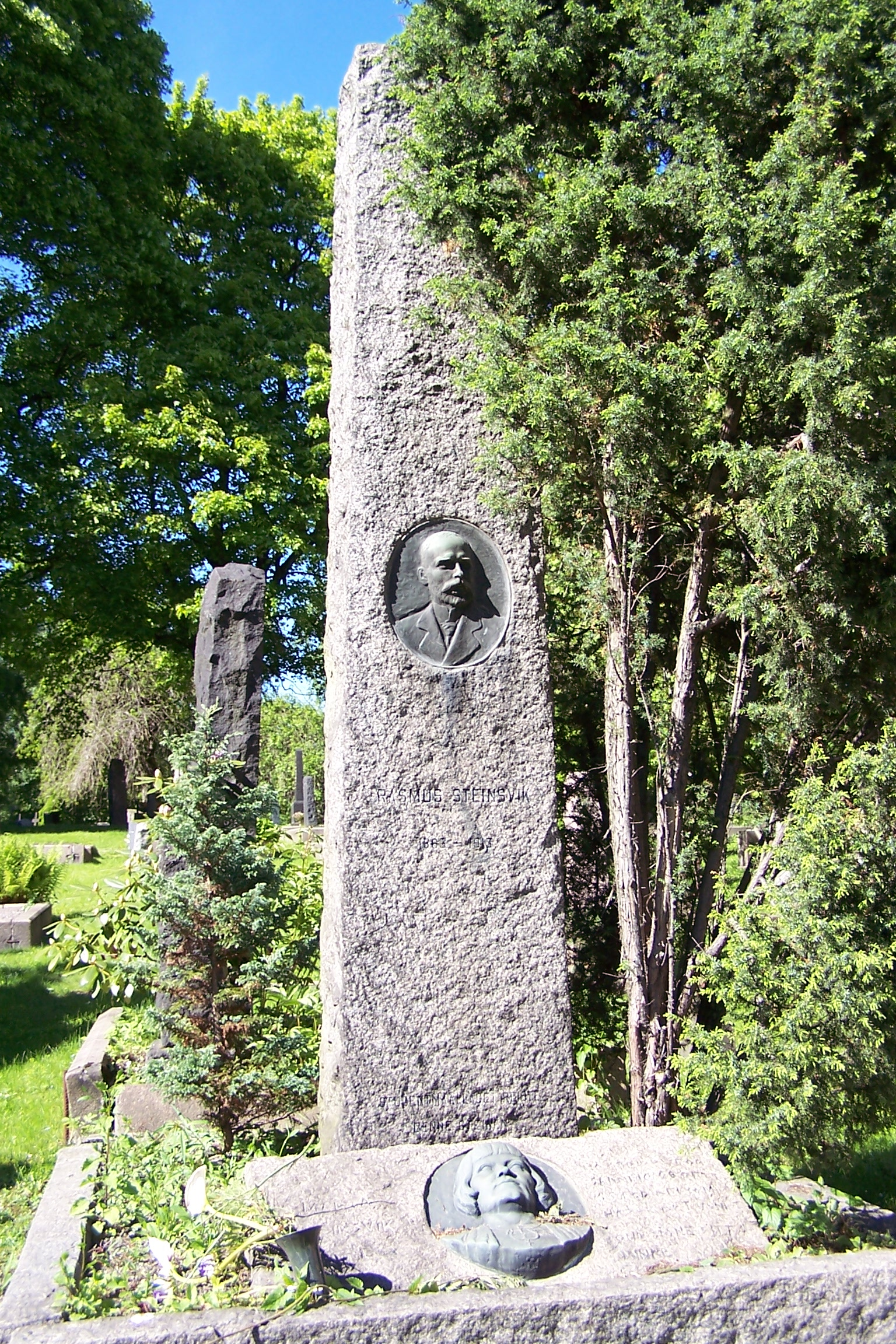
Grabstätte von Rasmus Steinsvik

- Theodor Frederik Scheel Abildgaard, Politiker
- Peter Christen Asbjørnsen (1812–1885), Märchensammler und Schriftsteller
- Thomas Ball Barratt (1862–1940), Prediger
- Thomas Bennett, Kaufmann
- Harald Berg, Industrieller
- Vilhelm Bjerknes (1862–1951), Meteorologe
- Otto Albert Blehr (1847–1927), Politiker
- Randi Blehr (1851–1928), Feministin
- Oskar Braaten (1881–1939), Schriftsteller
- Georg Andreas Bull, Architekt
- Henrik Bull (1964–1953), Architekt
- Camilla Collett  (1813–1895), Schriftstellerin
- Jonas Collett (1772–1851), Politiker
- Birger Eriksen (1875–1958), Offizier
- Christian Frederik Gotfried Friele (1821–1899), Redakteur und Politiker
- Knud Graah, Fabrikant
- Agathe Ursula Backer Grøndahl, Komponistin
- Thomas Johannessen Heftye, Kaufmann
- Ludvig Peter Karsten, Maler
- Ludvig Mathias Lindeman, Organist und Komponist
- Ole Olsen, Komponist
- Gunerius Pettersen, Großhändler
- Hjalmar Riiser-Larsen, Flieger
- Anton Martin Schweigaard, Politiker
- Christian Homann Schweigaard, Politiker
- Christian August Selmer, Politiker
- Johan Peter Selmer, Komponist
- Mathias Severin Berntsen Skeibrok, Bildhauer
- Adolf Bredo Stabell, Bankier, Politiker
- Hans Georg Jacob Stang, Offizier
- Peter Severin Steenstrup, Unternehmer
- Rasmus Olai Steinsvik, Redakteur
- Ole Vig, folkeopplysningsmann
- Andreas Friedrich Wilhelm von Hanno, Architekt
- Henrik Wergeland, Schriftsteller
- Hans Jacob Aall, Museumsdirektor

## Nördlicher Teil

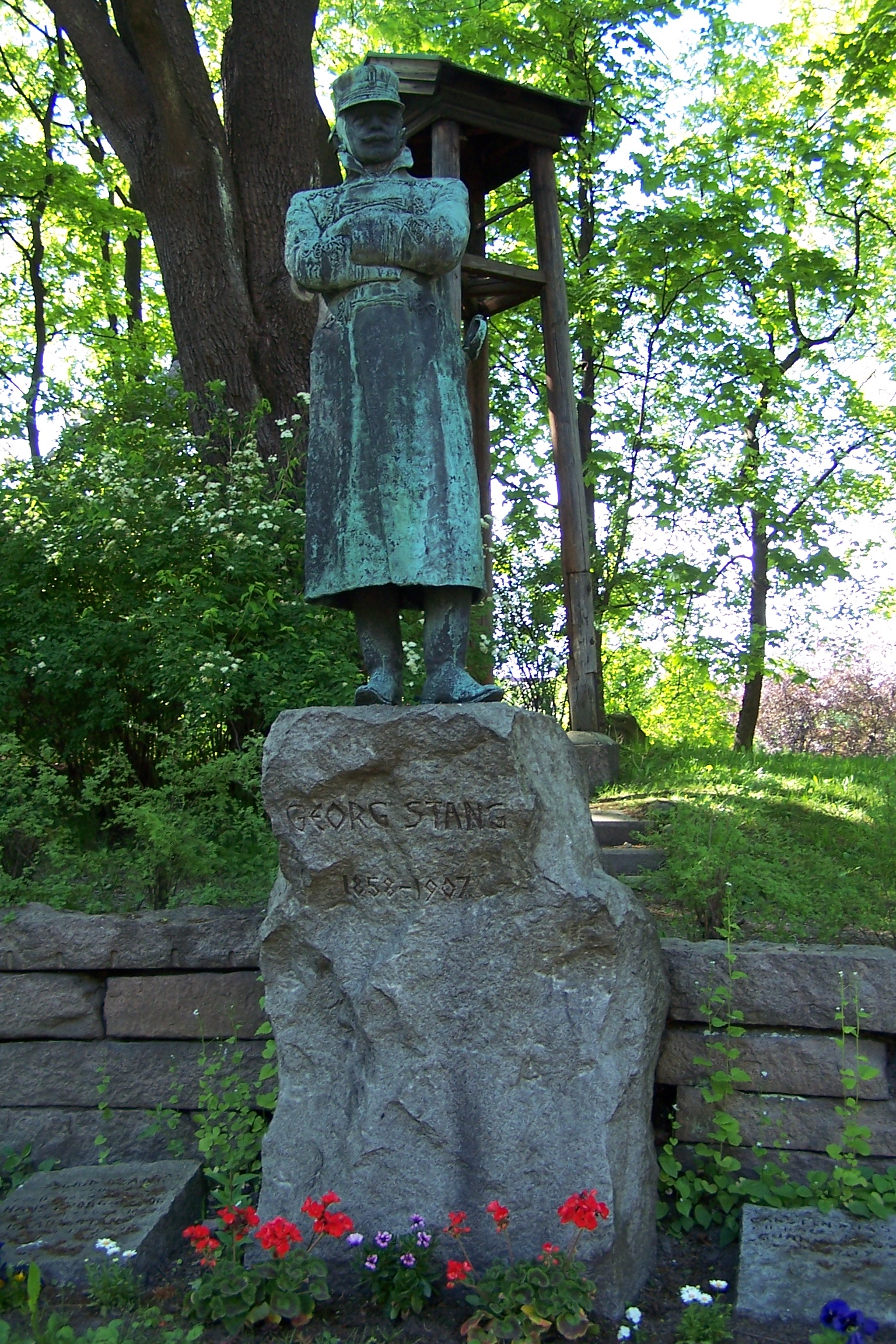
Georg Stang

- Eivind Astrup (1871–1895), Polarforscher
- Harriet Backer (1845–1932), Malerin
- Eivind Berggrav (1884–1959), Bischof und Schriftsteller
- Brynjulf Bergslien (1830–1898), Bildhauer
- Knud Bergslien (1827–1908), Maler
- Michael Birkeland (1830–1896), Reichsarchivar und Politiker
- Alf Bjercke, Unternehmer
- Peder Bjørnson, Pfarrer
- Kristine Elisabeth Heuch Bonnevie (1872–1948), Zoologin
- Sophus Bugge (1833–1907), Philologe
- Francis Bull (1887–1974), Literaturhistoriker
- Lorents Henrik Segelcke Dietrichson (1834–1917), Kunsthistoriker und Schriftsteller
- Frederik Due (1796–1873), Politiker
- Henrik Adam Due (1891–1966), Violinist
- Mary Barratt Due (1888–1969), Pianistin
- Olaus Johannes Amundsen Fjørtoft, Redakteur
- Georg Ludvig Andreas Frølich, Kaufmann und Erfinder
- George Francis Hagerup (1853–1921), Politiker
- Karl Marius Anton Johan Hals, Pianofabrikant
- Henrik Anton Schjøtt Heltberg, Schulleiter
- Kitty Kielland (1843–1914), Malerin
- Betzy Kjelsberg (1866–1950), Frauenrechtlerin und Fabrikaufseherin
- Thomas Konow, Offizier
- Hans Hagerup Krag, Straßenplaner
- Magnus Brostrup Landstad (1802–1880), Psalmendichter und Pfarrer
- Borghild Bryhn-Langgaard (1883–1939), Opernsängerin
- Nicolay Nicolaysen (1817–1911), Archäologe
- Ragna Nielsen (1845–1924), Pädagogin und Feministin
- Erika Røring Møinichen Nissen, Pianistin
- Hans Arnt Hartvig Paulsen («Køla-Pålsen»), Großhändler und Stadtoriginal
- Hieronymus Arnoldus Reimers, Schauspieler
- Johanne Regine Reimers, Schauspielerin
- Petra Sophie Alette Christine Reimers, Schauspielerin
- Amund Ringnes (1840–1907), Brauereibesitzer
- Anna Rogstad (1854–1938), Pädagogin, Frauenrechtsaktivistin und Politikerin
- Evald Rygh (1842–1913), Geschäftsmann und Politiker
- Christian Julius Schou, Großhändler
- Halvor Arntzen Schou, Fabrikbesitzer
- Olaf Fredrik Schou, Kunstmäzen
- Anna Cathrine Sethne, Pädagogin
- Harald Oskar Sohlberg (1869–1935), Maler
- Eyolf Soot, Maler
- Emil Stang (1834–1912), Politiker
- Frederik Stang (1808–1884), Politiker
- Johan Cordt Harmens Storjohann, Pfarrer
- Carl Struve, Schauspieler
- Johan Grundt Tanum, Buchhändler und Verleger
- Sverre Udnæs, Regisseur
- Ingvald Undset, Archäologe
- Elisabeth Welhaven, Schriftstellerin
- Wilhelm Andreas Wexels, Theologe